# Bolfan
Bolfan is een plaats in de gemeente Ludbreg in de Kroatische provincie Varaždin. De plaats telt 488 inwoners (2001).